# 프리부르주아 대중교통
프리부르주아 대중교통(Transports Publics Fribourgeois, TPF)는 2000년에 프리부르 대중교통(Transport en commun de Friborg, TF)이 흡수되자 이전 프리부르주아 그뤼예르-프리부르-모라 철도의 이름을 재차 바꾸었다.
2006년 말에 프리부르 대중교통은 새로운 통합 요금망 Frimobil을 시작했다.

## 노선
이 회사는 뷜 마을을 중심으로 협궤와 표준궤 노선을 모두 갖춘 철도 회사이다. 협궤 네트워크의 본선은 팔레지유역에서 SBB 본선으로 베른에서 로잔까지, 샤텔 생드니와 불을 거쳐 몽보봉까지 이어진다. 뷜과 라투어드틀렘(La Tour-de-Trême) 사이의 이 라인을 떠나는 짧은 뷜 – 브록 지점은 인근의 네슬레(구 Cailler) 초콜릿 공장을 제공한다. 이 회사는 또한 뷜와 로몽 사이에 두 개의 표준궤 노선을 운영하고 있다.및 프리부르 – 무르텐/모라 경유. 후자 노선의 열차는 연장되어 현재 프리부르 - 무르텐 – 인스 – 뇌샤텔 정기 구간 서비스를 운영하여 BLS 트랙(인스-뇌샤텔)으로 이동한다.
팔레지유-몽보봉선은 1904년에 개통되었다. 샤텔-생드니-팔레지유 철도(CP)와 샤텔-생드니-뷜-몽보봉(CBM)은 1907년에 합병되어 그뤼예르 전철(CEG)을 형성했다. 1912년에는 뷜–브록 분기 노선이 추가되었다. 두 개의 표준궤 작업은 1942년 1월 1일 추가 합병으로 합류하여 함께 프리부르주아, 그뤼예르-프리부르-모라 철도(GFM)를 형성했다.
연결 노선의 폐쇄는 1969년에 이루어졌는데, 그때 샤텔-생드니에서 제네바 호수의 브베까지의 브베상 철도 구간이 폐쇄되었다. 그것이 살아남았다면 오늘날 거의 확실히 호수에서 초콜릿 공장까지 유용한 관광 루트가 되었을 것이다. (브베에 있는 네슬레의 HQ와 주요 공장 중 하나를 연결함) 기여한 요인 중 하나는 스위스의 정치적, 인적 지리였다(브베는 보주에 있지만 샤텔-생드니는 프리부르에 있음). 이 노선의 존재에 대한 증거는 뷜 – 팔레지유 열차가 후진해야 하는 샤텔-생드니에 여전히 존재한다(뷜 - 브베는 '직선' 직선 노선이었다).
TPF 운영은 창고, 정비창이 있는 뷜를 중심으로 하며, 로몽으로 가는 표준궤 노선과 수도로 가는 고속버스 서비스에 대한 연결을 제공한다. MOB로의 이동은 몽보봉에서 이루어진다.
오늘날 두 시스템 모두에서 승객 교통은 전기 장치, 단일 운전 차량에 의해 수행되며 바쁜 시간에는 트레일러에 연결된다. 표준궤 상품 트래픽은 왜건이 캐리어 트럭으로 운송되는 미터궤로 이동할 수 있다. 이 회사는 여전히 철도 엔지니어링과 연결된 미터궤 왜건이 거의 없다.

## 기관차 및 철도차량
이전 회사에서 상속되고, 1차 세계 대전 이전까지 거슬러 올라가는 몇 대의 차량이 분류 및 부서용으로 사용되고 있다.
2012년 8월, TPF는 BAM, MOB 및 Travys와 함께 17개의 협궤 열차에 대한 입찰을 요청했다. 슈타들러는 2013년 3월에 1억 5천만 스위스 프랑에 대한 계약을 체결했다고 발표되었다. TPF는 1,340kW의 연속 출력과 100km/h의 최고 속도를 가진 6개의 3-유닛 세트와 함께 공급될 것이다. 첫 번째 열차는 2015년 초에 인도될 예정이며, 기존 차량을 대체할 것이다.

## 요금 구조
2006년 12월 12일부터 TPF는 SBB-CFF-FFS, BLS, CarPostal Suisse, MOB, STB 및 VMCV와 함께 ‘frimobil’이라고 하는 광역 구역 요금을 도입했으며 해당 지역에서 주문하고 보조금을 받았다. 이것을 “지역 전체에 자유와 이동성을 제공”으로 광고했다.